# Roberto Bonano
Roberto Oscar Bonano (ur. 24 stycznia 1970 roku w Rosario) – argentyński piłkarz występujący na pozycji bramkarza. Obecnie członek sztabu szkoleniowego trenera Eduarda Berizzo.
Posiada również obywatelstwo włoskie za sprawą pochodzących z tego kraju przodków.

## Kariera klubowa
Roberto Bonano zawodową karierę rozpoczynał w 1991 roku w Rosario Central. Pełnił tam funkcję pierwszego bramkarza, jednak w trakcie sezonu 1994/1995 stracił miejsce w podstawowej jedenastce na rzecz Roberta Abbondanzieriego. W 1995 roku Bonano razem z drużyną zwyciężył w rozgrywkach Copa CONMEBOL. Łącznie dla "Los Canallas" rozegrał 110 ligowych pojedynków, po czym latem 1996 roku przeniósł się do Club Atlético River Plate. Tam rywalizował o miejsce między słupkami z Germánem Burgosem. Wraz z zespołem "Millonarios" wychowanek Rosario pięć razy zdobył mistrzostwo Argentyny (trzy razy Apertura i dwa razy Clausura), triumfował także w Copa Libertadores oraz Supercopa Sudamericana. W 2001 roku Roberto podpisał kontrakt z drużyną FC Barcelona. Spędził tam dwa sezony, w trakcie których najpierw wygrał rywalizację o miejsce w podstawowym składzie z José Reiną, a następnie z Víctorem Valdésem. W barwach "Blaugrany" Argentyńczyk rozegrał 51 ligowych meczów, po czym trafił do Realu Murcia. Tam odgrywał rolę rezerwowego dla Juanmiego. W 2004 roku Bonano przeniósł się do Deportivo Alavés Vitoria. W pierwszym sezonie występów w tej drużynie wystąpił w 34 spotkaniach. Następnie był rezerwowym kolejno dla Franca Costanzo i Stéphane’a Porato. W trakcie sezonu 2007/2008 Bonano zdecydował się zakończyć karierę piłkarską.

## Kariera reprezentacyjna
W reprezentacji Argentyny Bonano zadebiutował 28 grudnia 1996 roku w przegranym 2:3 meczu przeciwko Jugosławii. W 2002 roku Marcelo Bielsa powołał go do 23-osobowej kadry na mistrzostwa świata. Na mundialu tym Argentyńczycy zostali wyeliminowani już w rundzie grupowej, a Bonano po Pablu Cavallero i Germánie Burgosie był trzecim bramkarzem swojego zespołu. Łącznie dla drużyny narodowej wychowanek Rosario Central rozegrał trzynaście pojedynków.

## Kariera trenerska
W 2012 roku został asystentem Eduarda Berizzo w O’Higgins. W 2014 roku przeniósł się razem z Berizzem do Celty Vigo, gdzie dalej pełnił funkcję asystenta trenera. W 2017 roku został asystentem Berizza w Sevilli FC.